# Meridian Station
Meridian Station es un lugar designado por el censo del Condado de Lauderdale, Misisipi, Estados Unidos. Según el censo de 2000 tenía una población de 1.849 habitantes y una densidad de población de 253.2 hab/km².

## Demografía
Según el censo de 2000, había 1.849 personas, 354 hogares y 344 familias residiendo en la localidad. La densidad de población era de 253,2 hab./km². Había 526 viviendas con una densidad media de 72,0 viviendas/km². El 62,57% de los habitantes eran blancos, el 26,55% afroamericanos, el 0,76% amerindios, el 2,65% asiáticos, el 0,32% isleños del Pacífico, el 3,79% de otras razas y el 3,35% pertenecía a dos o más razas. El 8,06% de la población eran hispanos o latinos de cualquier raza.
Según el censo, de los 354 hogares en el 75,4% había menores de 18 años, el 88,1% pertenecía a parejas casadas, el 6,5% tenía a una mujer como cabeza de familia y el 2,8% no eran familias. El 2,5% de los hogares estaba compuesto por un único individuo y el 0,3% pertenecía a alguien mayor de 65 años viviendo solo. El tamaño promedio de los hogares era de 3,45 personas y el de las familias de 3,49.
La población estaba distribuida en un 29,1% de habitantes menores de 18 años, un 30,4% entre 18 y 24 años, un 38,6% de 25 a 44, un 1,7% de 45 a 64 y un 0,2% de 65 años o mayores. La media de edad era 22 años. Por cada 100 mujeres había 137,1 hombres. Por cada 100 mujeres de 18 años o más, había 145,0 hombres.
Los ingresos medios por hogar en la localidad eran de 42.024 dólares ($) y los ingresos medios por familia eran 42.173 $. Los hombres tenían unos ingresos medios de 24.348 $ frente a los 17.284 $ para las mujeres. La renta per cápita para la ciudad era de 12.353 $. El 5,9% de la población y el 5,3% de las familias estaban por debajo del umbral de pobreza. El 6,0% de los menores de 18 años vivían por debajo del umbral de pobreza.

## Geografía
Según la Oficina del Censo de los Estados Unidos, Meridian Station tiene un área total de 7,4 km² de los cuales 7,3 km² corresponden a tierra firme y 0,1 km² a agua. El porcentaje total de superficie con agua es 1,75%.